# 牟應龍
牟应龙（1247年—1324年），字伯成，祖籍四川，南宋末年、元朝初年吴兴（今浙江湖州市）人，学者称隆山先生。

## 生平
宋度宗咸淳年间为进士。贾似道擅权，想要召见他，将处以高第。牟应龙拒不见面，对策痛言时弊。考官不敢置上第，调任为光州定城尉。后来以病推辞，遂不出仕。宋亡入元，曾任溧阳州教授，又升任上元县主簿。写文章长于叙事，名显东南，深研经学，对诸经都有成说。常与父亲互相切磋经义。著有《五经音考》。泰定元年（1324年）去世，享年七十八岁。

## 家族
祖父牟子才在南宋为官，赠光禄大夫，谥清忠。父亲牟巘，为大理少卿。